# Musztafa Kújszí
Musztafa Kújszí (Amdoukal, 1954. április 16. – ) algériai válogatott labdarúgó.

## Pályafutása

### Klubcsapatban
1968 és 1980 között a CM Belcourt, 1980 és 1982 között az USK Alger, 1982 és 1984 között az Olympique de Médéa  csapatában játszott. Kétszeres algériai bajnok (1969, 1970).

### A válogatottban
1976 és 1984 között 49 alkalommal szerepelt az algériai válogatottban és 3 gólt szerzett. 1980. március 13-án egy Marokkó elleni mérkőzésen mutatkozhatott be. Részt vett az az 1980-as és az 1982-es afrikai nemzetek kupáján, illetve az 1982-es világbajnokságon.

## Sikerei, díjai
CM Belcourt
- Algériai bajnok (2): 1968–69, 1969–70

Algéria
- Afrikai nemzetek kupája döntős (1): 1980